# Едвард Рейнольдс Піз
Едвард Рейнольдс Піз (23 грудня 1857 — 5 січня 1955) — англійський письменник, один із засновників Фабіанського товариства.

## Ранні роки
Піз народився поблизу Брістоля, сином побожних квакерів Томаса Піза (1816—1884) та Сюзанни Енн Фрай (1829—1917; сестри судді Едварда Фрая); він був шостою з 15 дітей Томаса, але першою дитиною Сюзанни, оскільки Томас мав п'ятеро дітей від попередніх шлюбів. Однією з його сестер була шкільна вчителька Меріан Піз. Його батько був чесальником вовни, а мати походила з родини Фрай, відомої виробництвом шоколаду. Едвард Піз здобував освіту вдома до 16 років, а невдовзі після цього переїхав до Лондона, де його взяв під опіку шурин сер Томас Ханбері. Спочатку він працював клерком у бізнесі, де Ханбері був партнером. З часом Ханбері організував для нього роботу партнером у брокерській фірмі.

## Діяльність
На початку 1880-х років Піз потоваришував із Френком Подмором та їхнім подружжям Едіт Несбіт і Губертом Блендом. 4 січня 1884 року група Подмора заснувала Фабіанське товариство.
У 1886 році смерть заможного родича означала, що Піз отримав значну спадщину, що дозволило йому відмовитися від роботи на Лондонській фондовій біржі та присвятити час своїм соціалістичним інтересам. У 1886 році він переїхав до Ньюкасл-апон-Тайн, почав працювати столяром та заснував Національну федерацію праці, загальну профспілку національного масштабу. Однак його спроби навернути робітничий клас до соціалізму були невдалими, тому він повернувся до Лондона. У 1888 році він подорожував до Сполучених Штатів із Сідні Веббом, а після повернення одружився з Марджорі Девідсон, молодою шотландською шкільною вчителькою.
У 1890 році Піза було призначено секретарем Фабіанського товариства. Окрім управління адміністрацією товариства, він редагував «Fabian News» та написав десять брошур, зокрема трактати про ліцензування продажу алкогольних напоїв (1899) та «Історію Фабіанського товариства» (1916).
Разом із Сідні та Беатріс Вебб, Піз був опікуном фонду, який був використаний для заснування Лондонської школи економіки (LSE) у 1895 році.
Піз також був членом Незалежної лейбористської партії, а в лютому 1900 року він представляв Фабіанське товариство на зборах, де було вирішено створити «окрему лейбористську групу в парламенті», сформувавши Комітет представництва лейбористів (LRC — попередник Лейбористської партії), до якого було обрано Піза, який пропрацював у виконавчому комітеті партії протягом 14 років.

## Родина
Піз одружився з Мері (Марджорі) Гаммелл Девідсон (1861—1950). У них було двоє дітей: генетик Майкл С. Піз та Ніколас Артінгтон Піз.
Разом зі своєю дружиною Марджорі Піз заснував Лейбористську партію Східного Суррея, і обидва були членами місцевої ради. Їхній будинок у Лімпсфілді, «Пендікл» на Пастенс-роуд, став відомим як «Достоєвський куточок», оскільки він дав житло багатьом російським біженцям, які були змушені покинути свою країну через свої соціалістичні переконання.